# 3743 Pauljaniczek
3743 Pauljaniczek è un asteroide della fascia principale. Scoperto nel 1983, presenta un'orbita caratterizzata da un semiasse maggiore pari a 2,2019535 UA e da un'eccentricità di 0,1484720, inclinata di 3,32511° rispetto all'eclittica.